# Pere Tena i Garriga
Pere Tena i Garriga (L'Hospitalet de Llobregat, 14 de maig de 1928 - Barcelona, 10 de febrer de 2014), bisbe català, era bisbe auxiliar emèrit de Barcelona i especialista en pastoral litúrgica.

## Biografia
Va néixer a l'Hospitalet de Llobregat el 14 de maig de 1928. Va cursar els estudis eclesiàstics al Seminari Conciliar de Barcelona (1940-1959) i Teologia Pontifícia a la Universitat Gregoriana de Roma (1950-1954). Fou ordenat prevere el 29 de juliol de 1951 a Barcelona, diòcesi on desenvolupà gran part del seu ministeri sacerdotal i episcopal.
Exercí de coadjutor a les parròquies d'Horta i de Gràcia (1954-1958), va ser professor del Seminari de Barcelona (1956-1967) i a la Facultat de Teologia de Catalunya va ser professor (1967-1998), degà (1967-1972) i president (1973-1976, 1979-1985). Va ingressar a l'associació Unió Sacerdotal de Barcelona on coincidí amb Manuel Bonet i Muixí, Casimir Martí i Martí, Ramon Buxarrais i Ventura, Ramon Daumal i Serra, Joan Batlles i Alerm i Josep Maria Rovira Belloso, entre d'altres.
Reconeguda autoritat en el camp de la litúrgia, va ser promotor i president del Centre de Pastoral Litúrgica (en dues etapes, entre 1958-1973 i 1982-1987) que va tenir una gran influència en l'aplicació de la reforma promoguda pel Concili Vaticà II en l'àmbit català, espanyol i llatinoamericà. També va ser director de la revista de pastoral litúrgica Phase (1960-1987), publicació de referència internacional en aquest camp. Ocupà els càrrecs de consultor de la Comissió Episcopal de Litúrgia (1962-1987), delegat diocesà de Pastoral Sacramental i Litúrgica (1973-1983) i director de l'Institut Superior de Litúrgia (1985-1987). La Cúria Romana el va nomenar consultor del Secretariat per la Unió dels Cristians (1983-1993) i sotssecretari de la Congregació pel Culte Diví i la Disciplina dels Sagraments (1987-1993), de la qual fou membre entre els anys 1994 i 1998.
El papa Joan Pau II el va preconitzar bisbe titular de Cerenza i auxiliar de Barcelona el 9 de juny de 1993, per ajudar a les tasques de l'arquebisbe Ricard Maria Carles al capdavant de l'arxidiòcesi de Barcelona. Va ser consagrat bisbe el 5 de setembre del mateix any per part de l'arquebisbe Carles.
A la Conferència Episcopal Espanyola va ser membre (1993-1996) i president (1996-2002) de la Comissió Episcopal de Litúrgica i membre de la Comissió Episcopal de Relacions Interconfessionals (1993-1996).
L'any 2001 va ser investit doctor honoris causa pel Pontifici Institut Litúrgic de San Anselmo de Roma.
Passà a ser bisbe auxiliar emèrit de Barcelona el 15 de juny de 2004.
Morí a Barcelona el 10 de febrer de 2014.

## Obra
Destaquen les següents obres que va publicar:
- La palabra Ekklesía. Estudio histórico-teológico (1958).
- La impossible restauració. El Vaticà II a l'hora del balanç: el sínode de 1985, coautor (1986)